# Paul Maria Baumgarten

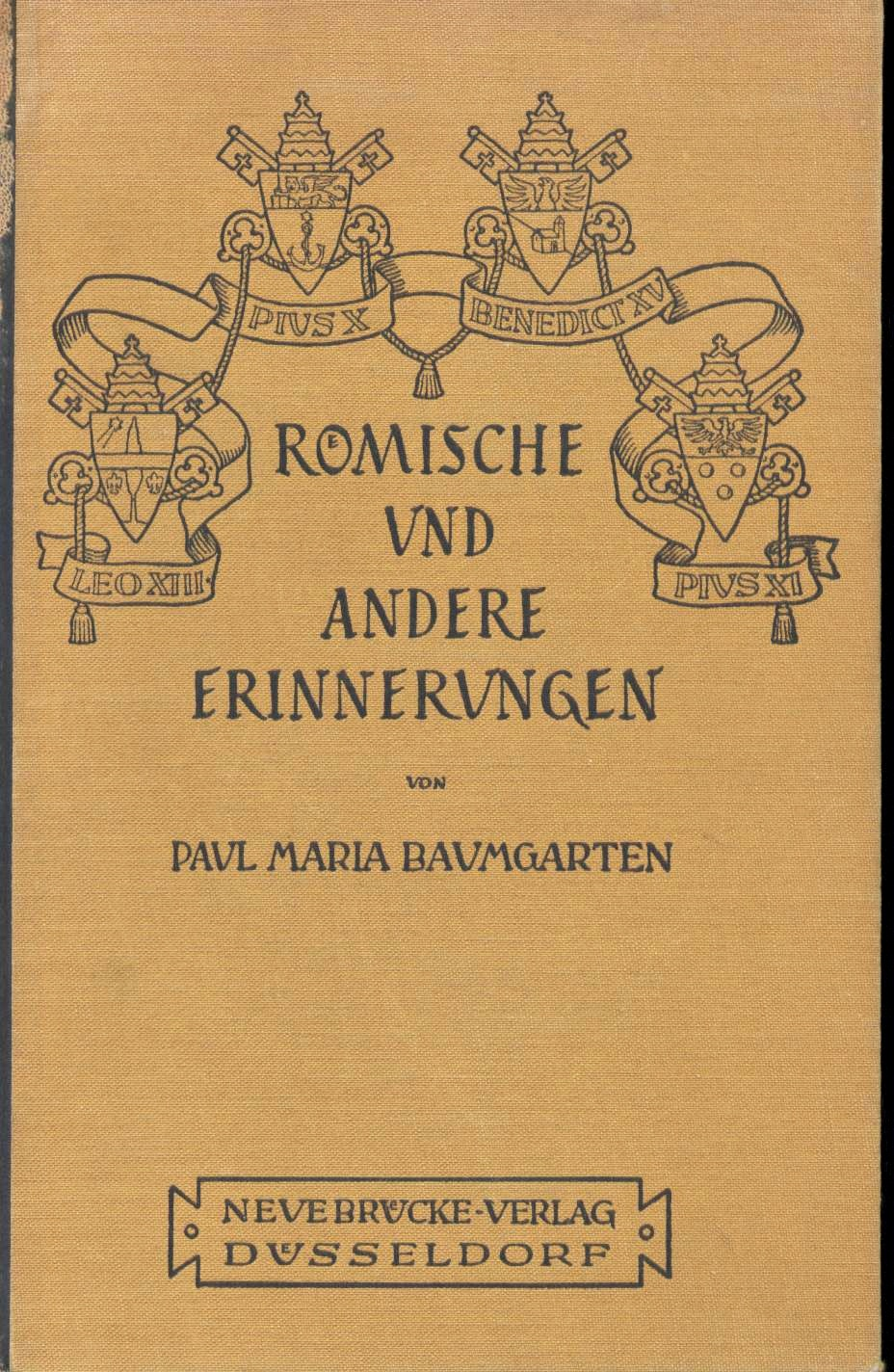
Einband der Memoiren, 1927

Paul Maria Baumgarten (* 25. Juli 1860 in Elberfeld; † 29. Dezember 1948 in Neuötting) war ein deutscher katholischer Priester, Historiker und Diplomatiker sowie Publizist.

## Leben und Wirken
Paul Maria Baumgarten war der Sohn eines elsässischen protestantischen Vaters und einer katholischen Mutter. Protestantisch auf den Namen Moritz Julius Maximilian Paul getauft, konvertierte er 1871 als Schüler zur katholischen Kirche. In Montabaur besuchte er bis 1880 das Gymnasium, studierte dann bis 1884 Jura in Bonn, Marburg bzw. Breslau und Straßburg und promovierte 1885 in Göttingen zum Doktor der Rechte. Er war seit dem Studium Mitglied der katholischen Studentenverbindungen KDStV Bavaria Bonn, VKDSt Rhenania Marburg, KDStV Winfridia Breslau, KDStV Badenia Straßburg und KAV Suevia Berlin im CV.
Auf Anraten des Priesterhistorikers Johannes Janssen begann Paul Maria Baumgarten 1885 in Berlin Geschichte zu studieren. 1887 arbeitete er in Rom als Hilfskraft von Heinrich Finke, Stipendiat der Görres-Gesellschaft, im Vatikanischen Archiv für ein historisches Forschungsvorhaben. Er wohnte im Campo Santo Teutonico, wo er sich Kreisen von Kirchenhistorikern und Christlichen Archäologen anschloss. 1887 war er einer der Befürworter des Römischen Instituts der Görres-Gesellschaft, 1888 angesiedelt beim Campo Santo Teutonico. Er freundete sich dort mit Pater Heinrich Denifle an und half diesem sowie dem Leiter des Campo Santo Teutonico, Monsignore Anton de Waal, bei ihren historischen Forschungen. 
1888 bestellte Papst Leo XIII. den deutschen Historiker zum Päpstlichen Kammerherrn aus dem Laienstande. In jener Zeit, in der engeren Umgebung des Papstes, reifte in Baumgarten der Entschluss, selbst Geistlicher zu werden. 1890 trat er auf speziellen Wunsch Leos XIII. in die Akademie der adeligen Kleriker ein, da ihm dies als Kämmerer zustand. Seine Studien absolvierte er an der Gregoriana und an der wissenschaftlichen Lehranstalt des Römischen Seminars, am 17. Februar 1894 empfing er in der Lateranbasilika die Priesterweihe. An der Zeremonie und der Primizmesse des folgenden Tages nahm auch Sebastian Kneipp teil, der sich zusammen mit Baumgartens Bruder Alfred, seinem engsten medizinischen Mitarbeiter in Wörishofen, durch Vermittlung von Baumgarten zu einem Besuch in Rom aufhielt. Es kam am 21. Februar zu der berühmten Audienz, in der Kneipp den Papst untersuchen musste und die 1958 in dem Spielfilm Sebastian Kneipp – der Wasserdoktor nachgestellt wurde. Hierbei hatte Paul Maria Baumgarten, als Kammerherr, Pfarrer Kneipp zum Papst zu führen und fungierte bei der Privataudienz als Dolmetscher. Er hielt die Geschehnisse später in seinen Memoiren Römische und andere Erinnerungen detailliert fest. 1895 wurde Baumgarten Geheimer Kammerherr aus dem geistlichen Stande, reiste zur Überbringung eines Kardinalsbiretts als Ablegat nach Wien und erhielt den österreichischen Orden der Eisernen Krone 2. Klasse. 1896 ernannte man ihn in Lemberg zum erzbischöflichen Konsistorialrat.
Paul Maria Baumgarten blieb fortan als Gelehrter bzw. Historiker in Rom. Hier forschte er besonders im Vatikanischen Geheimarchiv und in der Vatikanischen Bibliothek. Er verfasste viele kirchengeschichtliche Abhandlungen. Zusammen mit dem päpstlichen Geheimkämmerer Charles Daniel, dem Rektor des Campo Santo Teutonico Anton de Waal und dem Priester Joseph Schlecht (1857–1925) veröffentlichte Baumgarten zwischen 1899 und 1902, im Auftrag der Österreichischen Leo-Gesellschaft, das dreibändige Monumentalwerk Die katholische Kirche unserer Zeit und ihre Diener in Wort und Bild. Die drei Bände enthalten eine Fülle an Informationen sowie eine enorme Anzahl historischer Fotos und sind heute gesuchte kirchengeschichtliche Quellenwerke. 
Vor allem aber untersuchte Baumgarten Personen und Behörden der römischen Kurie. Er beabsichtigte auch, eine Studie über das päpstliche Behörden- und Urkundenwesen des Spätmittelalters zu schreiben und sammelte deshalb über mehrere Jahrzehnte hinweg in zahlreichen Archiven Notizen über die äußeren Merkmale von rund 10.000 Urkunden der Päpste von Innozenz III. bis Pius IX., vor allem über die Kanzleivermerke.
Den „Zettelkasten“ mit seinen handschriftlichen Notizen auf 8643 losen Zetteln übergab er im Jahr 1923 dem Vatikanischen Archiv, bevor er Rom 1924 vor allem aus finanziellen Gründen endgültig verließ. Als Schedario Baumgarten wurde seine Materialsammlung zwischen 1965 und 1986 von dem römischen Paläografen Giulio Battelli (Band 1 und 2) und dem vatikanischen Archivar Sergio Pagano (Band 3 und 4) in Form einer vierbändigen Faksimile-Ausgabe herausgegeben und ist seitdem ein wichtiges Referenzwerk für Geschichtswissenschaftler und Paläografen. Der österreichische Historiker Heinrich Appelt, Mitglied der Zentraldirektion der Monumenta Germaniae Historica, würdigte in einer Rezension des ersten Bandes des Schedario Baumgarten die Arbeit Battellis (und Baumgartens) als einen „Forschungsbehelf, der in seiner Art einzig dasteht.“ 2017 wurde an der Bergischen Universität Wuppertal das Paul Maria Baumgarten Institut für Papsttumsforschung eröffnet.
Mit Paul Fridolin Kehr hatte Baumgarten regelmäßigen Kontakt und wissenschaftlichen Austausch. Nicht überall wurde dieser enge Umgang zwischen einem römischen Monsignore und einem preußischen Professor positiv beurteilt.

„Ein wegen seiner Schlauheit berühmter Correspondent hat uns in Rom zusammen gesehn und daraus jenes schwarze Bündniß combinirt, welches sogar in der deutschen Tagespresse Beachtung und in gewissen Kreisen Gläubige gefunden hat. Es gibt in Berlin Leute, welche wirklich zu glauben scheinen, wir hätten uns verschworen, damit Monsignore Baumgarten Papst und ich Kaiser von Amerika würde.“

1907 vermittelte er dem jungen Künstler Ottmar Begas eine Gelegenheit, Papst Pius X. aus der Nähe zu malen. Das Porträt befindet sich heute im Begas Haus Heinsberg, dem Museum für Kunst und Regionalgeschichte in Heinsberg.
1901 zum päpstlichen Hausprälaten ernannt, verlor er diesen Titel 1924, da er sich öffentlich in das laufende Seligsprechungsverfahren des Jesuitenkardinals Robert Bellarmin eingemischt hatte. Nachdem er 1914/15 Mitarbeiter des Zentrumsmitglieds Matthias Erzberger für die deutsche Propaganda in Rom gewesen war, hatte er von dort abreisen müssen, unternahm 1915 eine private Reise an die deutsche West- und Ostfront und kam erst 1920 wieder nach Rom. 1925 kehrte Baumgarten nach Deutschland zurück und war von 1926 bis 1939 Hausgeistlicher des St. Paulusstifts in Neuötting/Oberbayern, wo er 1948 verstarb.
Baumgarten war wegen seines französischen Vaters ebenfalls Franzose und wurde erst gegen 1912 Deutscher. Er sprach Französisch, Englisch und Italienisch, was ihm bei seinen vielen Archivreisen und bei seinen privaten und offiziellen Unternehmungen zugutekam. Er war in das deutsche katholische Verbandswesen eingebunden und war Mitglied weiterer Vereine verschiedener Ausrichtung. Seine Tätigkeit für deutsche, italienische und englischsprachige Presseorgane war für ihn eine notwendige Erwerbsquelle.

## Schriften (Auswahl)
- Römische und andere Erinnerungen. Neue-Brücke-Verlag, Düsseldorf 1927.
- Untersuchungen und Urkunden über die Camera Collegii Cardinalium für die Zeit von 1295 bis 1437. Giesecke & Devrient, Leipzig 1898.
- Rom – das Oberhaupt, die Einrichtung und die Verwaltung der Gesamtkirche. Allgemeine Verlagsgesellschaft, München 1899.
  - überarbeitete Neuausgabe unter dem Titel: Der Papst, die Regierung und die Verwaltung der Heiligen Kirche in Rom. Mit einer ausführlichen Lebensbeschreibung Papst Pius X. Allgemeine Verlagsgesellschaft, München 1904.
- Verfassung und Organisation der Kirche. Kösel, Kempten und München 1906.
- Von der apostolischen Kanzlei. Untersuchungen über die päpstlichen Tabellionen und die Vizekanzler der Heiligen Römischen Kirche im XIII., XIV. und XV. Jahrhundert  (= Veröffentlichungen der Görres-Gesellschaft zur Pflege der Wissenschaft im Katholischen Deutschland, Sektion für Rechts und Sozialwissenschaft, Bd. 4). Bachem, Köln 1908.
- Die Vulgata Sixtina von 1590 und ihre Einführungsbulle. Aktenstücke und Untersuchungen. Aschendorff, Münster 1911.
- Neue Kunde von alten Bibeln. Mit zahlreichen Beiträgen zur Kultur- und Literaturgeschichte Roms am Ausgange des sechzehnten Jahrhunderts. Selbstverlag, Rom 1922.